# Fußball bei den Südamerikaspielen

Fußball gehört bei den Südamerikaspielen zu den Sportarten, die mit einer Unterbrechung seit 1978 im Programm der Spiele waren. Teilnehmer sind neben den zehn in der CONMEBOL organisierten Verbänden auch die Teams der auf dem südamerikanischen Subkontinent liegenden bzw. diesem zugerechneten Länder Aruba, Bonaire (vormals: Niederländische Antillen), Guyana, Panama und Suriname. Das Turnier wird im 4-Jahres-Rhythmus ausgetragen. Ein Turnier im Frauenfußball fand erstmals 2014 statt. Von Beginn an galt für die Männerteams, analog der Regelung beim olympischen Fußballturnier, eine Altersbeschränkung, allerdings zuletzt auf 20 Jahre.

## Die Turniere der Männer

### Überblick
| Jahr         | Gastgeber                  | Finale                                                         | Finale                                                         | Finale                                                         | Spiel um Bronze                                                | Spiel um Bronze                                                | Spiel um Bronze                                                |
| Jahr         | Gastgeber                  | Gold                                                           | Ergebnis                                                       | Silber                                                         | Bronze                                                         | Ergebnis                                                       | 4. Platz                                                       |
| ------------ | -------------------------- | -------------------------------------------------------------- | -------------------------------------------------------------- | -------------------------------------------------------------- | -------------------------------------------------------------- | -------------------------------------------------------------- | -------------------------------------------------------------- |
| 1978 Details | La Paz (Bolivien)          | Paraguay                                                       | Ligasystem                                                     | Ecuador                                                        | Bolivien                                                       | Ligasystem                                                     | nur drei Teams                                                 |
| 1982 Details | Rosario (Argentinien)      | Argentinien                                                    | Ligasystem                                                     | Ecuador                                                        | Peru                                                           | Ligasystem                                                     | Chile                                                          |
| 1986 Details | Santiago (Chile)           | Argentinien                                                    | 2:0                                                            | Kolumbien                                                      | Brasilien                                                      | 1:0                                                            | Chile                                                          |
| 1990 Details | Lima (Peru)                | Peru                                                           | 1:1, 5:4 i. E.                                                 | Ecuador                                                        | Kolumbien                                                      | 2:2, 6:5 i. E.                                                 | Chile                                                          |
| 1994 Details | Valencia (Venezuela)       | Kolumbien                                                      | Ligasystem                                                     | Venezuela                                                      | Peru                                                           | Ligasystem                                                     | Niederländische Antillen                                       |
| 1998         | Cuenca (Ecuador)           | kein Fußballturnier ausgetragen, stattdessen ein Futsalturnier | kein Fußballturnier ausgetragen, stattdessen ein Futsalturnier | kein Fußballturnier ausgetragen, stattdessen ein Futsalturnier | kein Fußballturnier ausgetragen, stattdessen ein Futsalturnier | kein Fußballturnier ausgetragen, stattdessen ein Futsalturnier | kein Fußballturnier ausgetragen, stattdessen ein Futsalturnier |
| 2002         | Rio de Janeiro (Brasilien) | kein Fußballturnier ausgetragen, stattdessen ein Futsalturnier | kein Fußballturnier ausgetragen, stattdessen ein Futsalturnier | kein Fußballturnier ausgetragen, stattdessen ein Futsalturnier | kein Fußballturnier ausgetragen, stattdessen ein Futsalturnier | kein Fußballturnier ausgetragen, stattdessen ein Futsalturnier | kein Fußballturnier ausgetragen, stattdessen ein Futsalturnier |
| 2006         | Buenos Aires (Argentinien) | kein Fußballturnier ausgetragen, stattdessen ein Futsalturnier | kein Fußballturnier ausgetragen, stattdessen ein Futsalturnier | kein Fußballturnier ausgetragen, stattdessen ein Futsalturnier | kein Fußballturnier ausgetragen, stattdessen ein Futsalturnier | kein Fußballturnier ausgetragen, stattdessen ein Futsalturnier | kein Fußballturnier ausgetragen, stattdessen ein Futsalturnier |
| 2010 Details | Medellín (Kolumbien)       | Kolumbien                                                      | 2:1                                                            | Ecuador                                                        | Bolivien                                                       | 1:1, 3:1 i. E.                                                 | Chile                                                          |
| 2014 Details | Santiago (Chile)           | Kolumbien                                                      | 2:1                                                            | Argentinien                                                    | Ecuador                                                        | 2:1                                                            | Chile                                                          |
| 2018 Details | Cochabamba (Bolivien)      | Chile                                                          | 1:0 n. V.                                                      | Uruguay                                                        | Kolumbien                                                      | 2:0                                                            | Argentinien                                                    |
| 2022 Details | Asunción (Paraguay)        | Paraguay                                                       | 1:0                                                            | Ecuador                                                        | Kolumbien                                                      | 2:1                                                            | Uruguay                                                        |

### Medaillenspiegel
nach 9 Turnieren
| Rang | Land        | Goldmedaille | Silbermedaille | Bronzemedaille | Gesamt |
| ---- | ----------- | ------------ | -------------- | -------------- | ------ |
| 1    | Kolumbien   | 3            | 1              | 3              | 7      |
| 2    | Argentinien | 2            | 1              | 0              | 3      |
| 3    | Paraguay    | 2            | 0              | 0              | 2      |
| 4    | Peru        | 1            | 0              | 2              | 3      |
| 5    | Chile       | 1            | 0              | 0              | 1      |
| 6    | Ecuador     | 0            | 5              | 1              | 6      |
| 7    | Venezuela   | 0            | 1              | 0              | 1      |
|      | Uruguay     | 0            | 1              | 0              | 1      |
| 9    | Bolivien    | 0            | 0              | 2              | 2      |
| 10   | Brasilien   | 0            | 0              | 1              | 1      |

## Die Turniere der Frauen

### Überblick
| Jahr         | Gastgeber                  | Finale                                                       | Finale                                                       | Finale                                                       | Spiel um Bronze                                              | Spiel um Bronze                                              | Spiel um Bronze                                              |
| Jahr         | Gastgeber                  | Gold                                                         | Ergebnis                                                     | Silber                                                       | Bronze                                                       | Ergebnis                                                     | 4. Platz                                                     |
| ------------ | -------------------------- | ------------------------------------------------------------ | ------------------------------------------------------------ | ------------------------------------------------------------ | ------------------------------------------------------------ | ------------------------------------------------------------ | ------------------------------------------------------------ |
| 2010         | Buenos Aires (Argentinien) | Turnier geplant, aber aufgrund mangelnder Teilnahme abgesagt | Turnier geplant, aber aufgrund mangelnder Teilnahme abgesagt | Turnier geplant, aber aufgrund mangelnder Teilnahme abgesagt | Turnier geplant, aber aufgrund mangelnder Teilnahme abgesagt | Turnier geplant, aber aufgrund mangelnder Teilnahme abgesagt | Turnier geplant, aber aufgrund mangelnder Teilnahme abgesagt |
| 2014 Details | Santiago (Chile)           | Argentinien                                                  | 2:1                                                          | Chile                                                        | Brasilien                                                    | 2:1                                                          | Venezuela                                                    |
| 2018 Details | Cochabamba (Bolivien)      | Paraguay                                                     | Ligasystem                                                   | Kolumbien                                                    | Ecuador                                                      | Ligasystem                                                   | Chile                                                        |
| 2022 Details | Asunción (Paraguay)        | Venezuela                                                    | 2:2, 5:4 i. E.                                               | Uruguay                                                      | Kolumbien                                                    | 1:0                                                          | Paraguay                                                     |

### Medaillenspiegel
nach 3 Turnieren
| Rang | Land        | Goldmedaille | Silbermedaille | Bronzemedaille | Gesamt |
| ---- | ----------- | ------------ | -------------- | -------------- | ------ |
| 1    | Argentinien | 1            | 0              | 0              | 1      |
|      | Paraguay    | 1            | 0              | 0              | 1      |
|      | Venezuela   | 1            | 0              | 0              | 1      |
| 4    | Kolumbien   | 0            | 1              | 1              | 2      |
| 5    | Chile       | 0            | 1              | 0              | 1      |
|      | Uruguay     | 0            | 1              | 0              | 1      |
| 7    | Brasilien   | 0            | 0              | 1              | 1      |
|      | Ecuador     | 0            | 0              | 1              | 1      |